# Système réticulaire orthorhombique

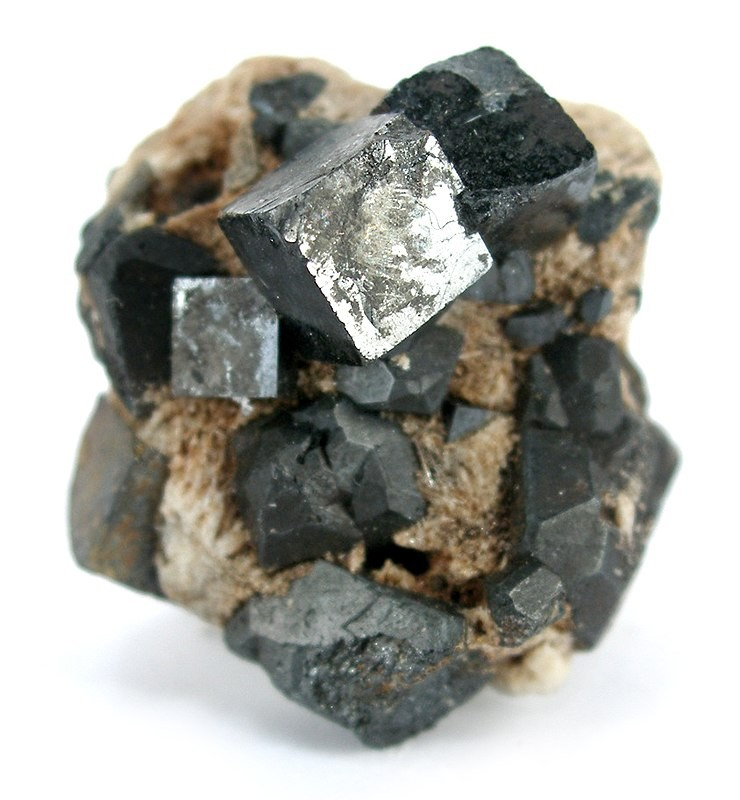
Pérovskite du comté de Hot Spring, Arkansas (États-Unis).

En cristallographie, le système réticulaire orthorhombique est l'une des sept catégories de classement des cristaux dans l'espace tridimensionnel à partir de la maille élémentaire de leur réseau de Bravais. Il est sous-jacent au système cristallin orthorhombique et regroupe les réseaux dont la maille conventionnelle est un parallélépipède rectangle (a ≠ b ≠ c avec α = β = γ = 90°). Les réseaux orthorhombiques s'obtiennent en déformant un réseau cubique le long de deux de ses vecteurs orthogonaux par des coefficients différents, donnant un prisme rectangulaire avec une base rectangulaire (a par b) et une hauteur (c), tels que a, b et c sont différents. Les trois bases se coupent à angle droit. Les trois vecteurs de réseaux restent mutuellement orthogonaux.

## Réseau de Bravais
Il existe quatre réseaux de Bravais orthorhombiques : orthorhombique primitif (P), orthorhombique centré (I), orthorhombique à base centrée (S=A=B=C) et orthorhombique à faces centrées (F).
| Réseau de Bravais  | Orthorhombique primitif | Orthorhombique à base centrée | Orthorhombique à faces centrées | Orthorhombique centré |
| ------------------ | ----------------------- | ----------------------------- | ------------------------------- | --------------------- |
| Symbole de Pearson | oP                      | oS                            | oF                              | oI                    |
| Maille cristalline | Orthorhombique primitif | Orthorhombique à base centrée | Orthorhombique à faces centrées | Orthorhombique centré |

## Exemples et applications
En chimie, on peut à partir de la phase orthorhombique d’une pérovskite obtenir une transformation tétragonale puis cubique par chauffage dans des conditions spécifiques.